# Рагби лига клуб Раднички Нова Пазова
Рагби лига клуб Раднички  је рагби лига (рагби 13) клуб из Нове Пазове. Тренутно се такмичи у Првенству Србије - група А

## Историја

### Оснивање
Рагби лига клуб Раднички Нова Пазова основан је 12. децембра 2008. године у Новој Пазови од стране рагби ентузијаста. Клуб је брзо напредовао тако да је од оснивања у Првој лиги Србије.

### Међународне утакмице
Свој први интернационални наступ РЛК Раднички је имао против Дунавских пирата у Кечкемету 3. марта 2012. године. Победили су мађарски тим резултатом 34:11.

## Клупски успеси
- Рагби лига јуниорско првенство Србије:

Првак (1): 2012.
- Рагби лига јуниорски куп Србије

Освајач (1): 2012.